# ホンダ・フィットアリア
フィット アリア（FIT ARIA）は、本田技研工業がかつて生産・発売していたセダン型の小型乗用車である。

## 概要
フィットのプラットフォームを用いた派生車で、東南アジア地域向けに開発された4代目シティを、日本国内へ輸入し販売したものである。2005年9月にシビックがフルモデルチェンジによって3ナンバーサイズに大型化したため、2009年1月に輸入販売を終了するまでの間、日本国内で販売されていたホンダの車では、新車として購入できる唯一の5ナンバーサイズのセダンであった。
2006年のホンダ系ディーラー統合前も、ベルノ店、クリオ店、プリモ店全てで販売される車種であり、ベルノ店ではインテグラ SJ、クリオ店ではドマーニが廃止された以後は小型セダンのラインナップがなく、シビックの5ナンバーセダン（かつてのフェリオ）を統合した後継車的な意味合いもあった。
先進的なスモールセダンとして導入されたが、セダン人気が低迷していた日本では地味な存在となった。中国では、本田技研工業の合併会社である広州本田汽車有限公司がフィット サルーン（Fit Saloon）として製造・販売していた。

### ボディ・シャーシ
フィット同様、燃料タンクをフロントシートの下に配置したセンタータンクレイアウトを採用している。フィットが5ドアハッチバックであるのに対し、フィットアリアはコンサバティブな4ドアノッチバックセダンであり、ボディラインは基本的にフィットに準ずるが、開発者の「セダンに見えるようにするのに苦心した」という言葉どおり、巧みに細部が調整されているのが分かる。ボンネットが長く見えるようにヘッドライトはフィットに比べて薄型になり、全高もわずかに低められている。

### パワートレイン
- デビュー当初は1.3LのL13A型（86PS）搭載車と、1.5LのL15A型（90PS）搭載車が設定された。フィットと異なり、VTECエンジン搭載モデルは設定されていなかった。
- 2005年10月のマイナーチェンジで、L13A型が廃止となりL15A型に統一されるとともに、最廉価グレード以外はVTEC仕様（110PS）が新たに搭載された。
- 2007年5月のマイナーチェンジでは、i-DSIエンジンが廃止になりVTEC車に統一された。
- トランスミッションは、CVTのホンダマルチマチックS（HMM-S）のみで、変速パターンを変更できるS（スポーツ）モードが設定されている他、上級グレードの「1.5W」には手動で7速変速が可能な7スピードモードが設定（2007年モデルでは標準仕様からメーカーオプションに変更）されている。
- 駆動方式は、FFの他スタンバイ4WDのリアルタイム4WD（デュアルポンプ方式）仕様も用意されている。4WDはフィットアリア専用で、シティには生産国であるタイ本国も含めて全く設定されていない。

## 搭載エンジン
L13A型
- エンジン種類：水冷直列4気筒横置き
- 弁機構：SOHCチェーン駆動 吸気1 排気1 i-DSI
- 総排気量：1,339cc
- 内径×行程：73.0mm × 80.0mm
- 圧縮比：10.8
- 最高出力：63kW(86PS) / 5,700rpm
- 最大トルク：119N·m(12.1kgf·m) / 2,800rpm
- 燃料供給装置形式：電子制御燃料噴射式（ホンダPGM-FI）
- 使用燃料種類：無鉛レギュラーガソリン
- 燃料タンク容量：42L

L15A型
- エンジン種類：水冷直列4気筒横置き
- 弁機構：SOHCチェーン駆動 吸気1 排気1 i-DSI / SOHCチェーン駆動 吸気2 排気2 VTEC
- 総排気量：1,496cc
- 内径×行程：73.0mm × 89.4mm
- 圧縮比：10.8（i-DSI）、10.4（VTEC）
- 最高出力：66kW(90PS)/5,500rpm（i-DSI）、81kW(110PS)/5,800rpm（VTEC）
- 最大トルク：131N·m(13.4kgf·m)/2,700rpm（i-DSI）、143N·m(14.6kgf·m)/4,800rpm（VTEC）
- 燃料供給装置形式：電子制御燃料噴射式（ホンダPGM-FI）
- 使用燃料種類：無鉛レギュラーガソリン
- 燃料タンク容量：L13A型を参照

## 初代 GD6/7/8/9型（2002年-2009年）
- 2002年11月29日に発表した（発売は12月20日）。
- 2004年3月18日 - マイナーチェンジ。平成17年基準排出ガス75%低減レベル（★★★★）」認定を取得すると共に、「平成22年度燃費基準+5%」を達成した｡
- 2005年10月28日- マイナーチェンジ。前後デザインが変更された。1.3L車を廃止し、1.5L車のみに整理された。
- 2007年5月17日 - マイナーチェンジ。「1.5C」を廃止し、「1.5W」と「1.5A」の2モデルに整理された。車体は、リアシートバックの隔壁強度を向上させた。
- 2007年10月26日のフィット及び2008年9月10日のシティのフルモデルチェンジ後も、当車を継続販売していた。
- 2008年12月をもってタイからの輸入を終了。以後、在庫のみの販売となる。
- 2009年1月に販売を終了した。これにより、同年2月の2代目インサイトの販売までホンダの日本向けラインナップから5ナンバーサイズのセダンが消滅した[2]。

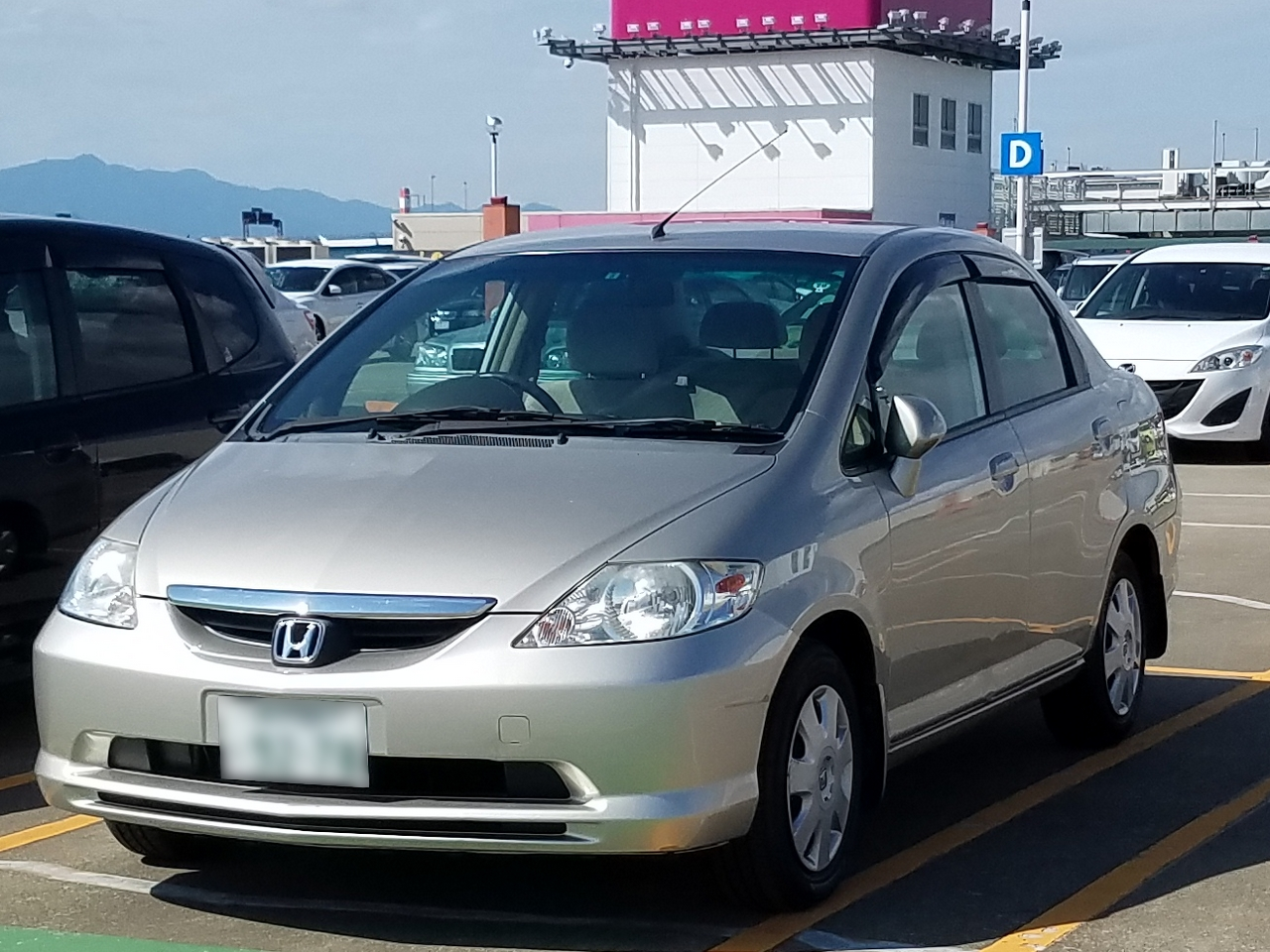
前期型 1.5W
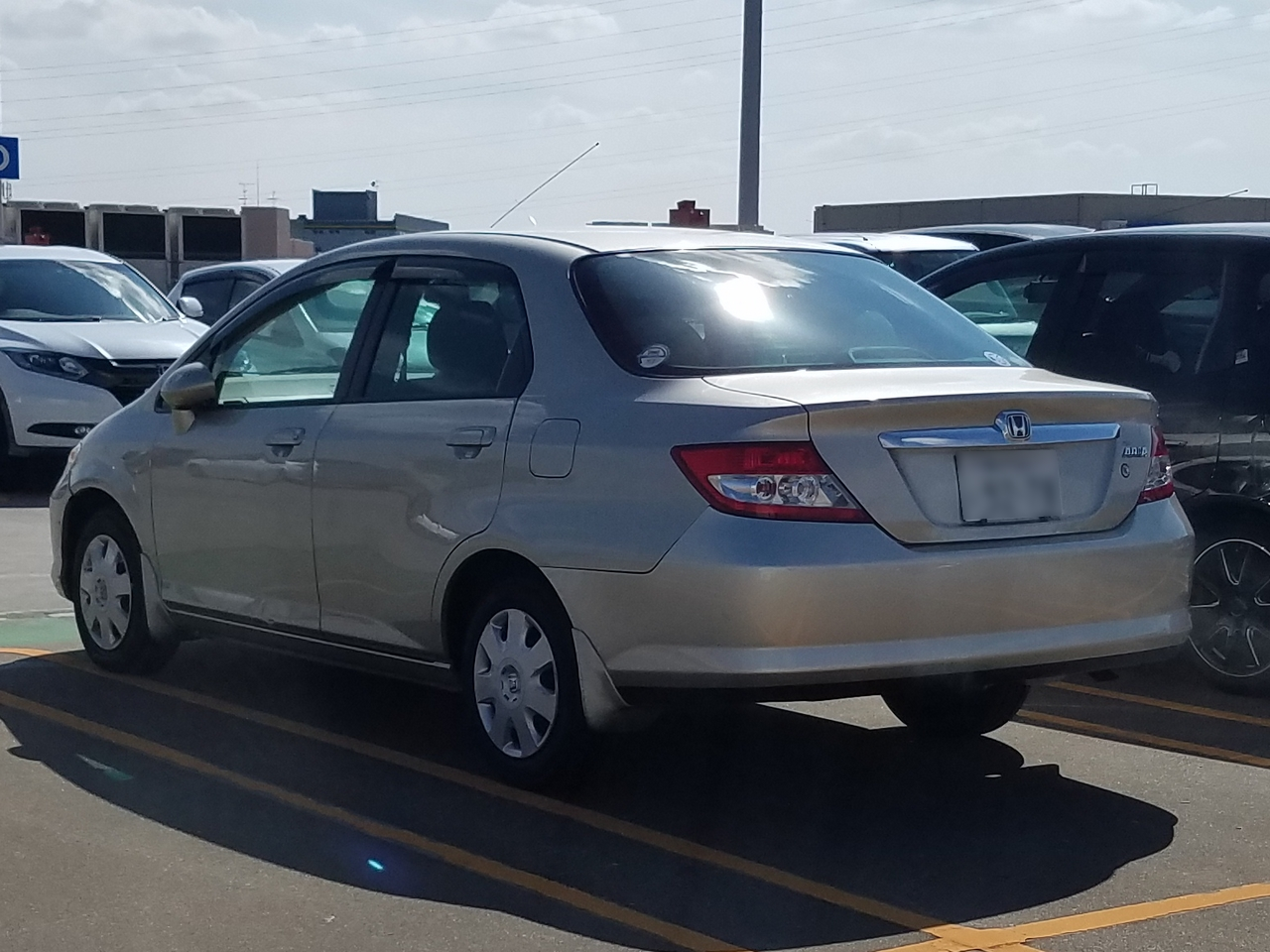
前期型 1.5W
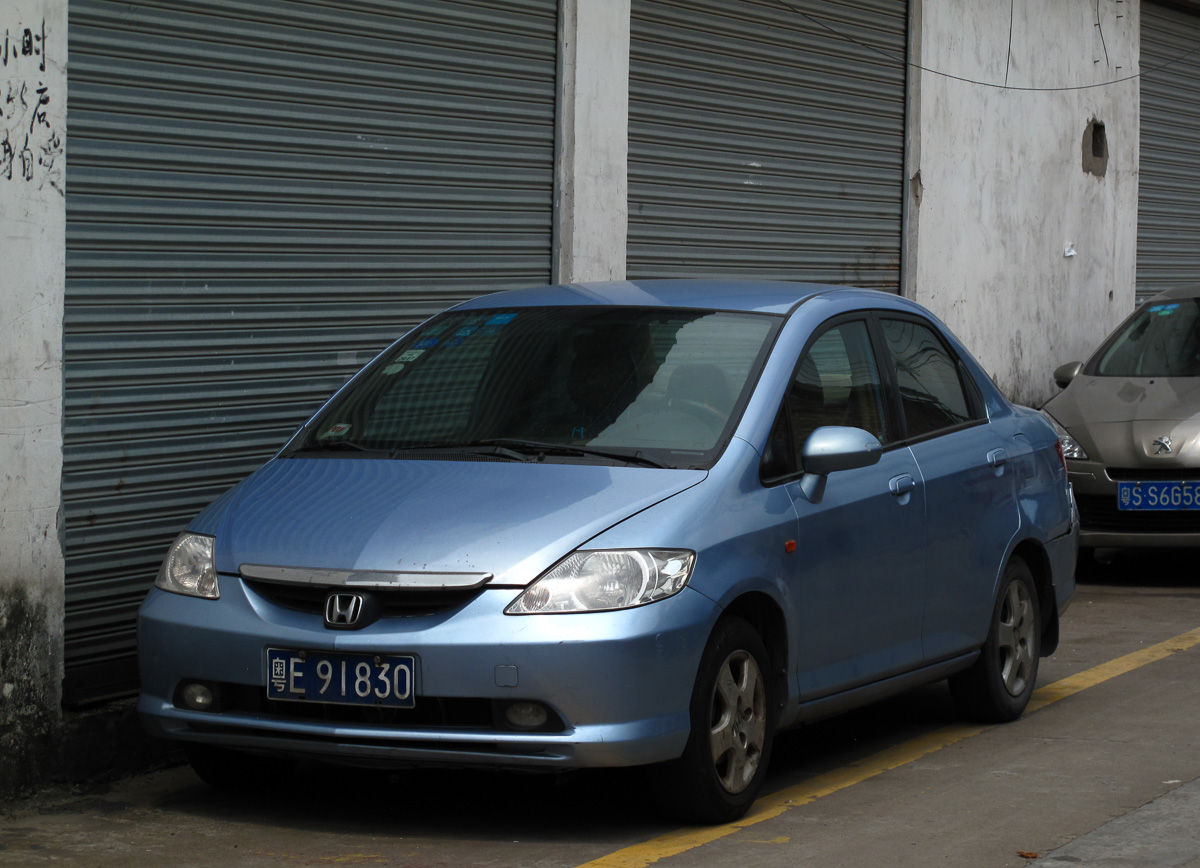
中国仕様 フィットサルーン

## 生産工場
タイの現地生産拠点「ホンダ・オートモービル・タイランド」のアユタヤ工場で生産され輸入車扱いとなる。

## 車名の由来
- Fit：「ぴったりの」という意味の英語。健康、運動能力が高いという意もあり。
- Aria：オペラの中で歌われる、叙情的あるいは旋律的な独唱曲。

なお、2022年に発売された日産・アリアとは無関係でスペルも異なる（フィットアリアはARIA、本車はARIYA）。